# Мерулиевые
Мерулиевые (лат. Meruliaceae) — семейство грибов, входящее в порядок Полипоровые (Polyporales).

## Описание
Плодовые тела распростёртые (кортициоидные) или приподнимающиеся (полипороидные), у некоторых видов с хорошо развитой шляпкой, мягкие, однолетние. Поверхность плодовых тел может быть гладкой или опушённой, окрашена в беловатые или буроватые тона. Гифальная система у подавляющего большинства видов мономитическая, однако известны представители и с димитической системой, гифы обычно с пряжками. Часто имеются цистиды.
Гименофор гладкий, шиповатый, складчатый или слабо развитый трубчатый. Споры от эллиптических до цилиндрических, белые, неамилоидные, собранные по 2—4 на узких базидиях.

## Таксономия

### Синонимы
- Bjerkanderaceae Jülich, 1981
- Phlebiaceae Jülich, 1981

### Роды
- Abortiporus Murrill, 1904 — Абортипорус
- Amauromyces Jülich, 1978
- Bjerkandera P.Karst., 1879 — Бьеркандера
- Bulbillomyces Jülich, 1974
- Castanoporus Ryvarden, 1991
- Ceriporia Donk, 1933 — Церипория
- Ceriporiopsis Domanski, 1963 — Церипориопсис
- Cerocorticium Henn., 1899
- Cymatoderma Jungh., 1840
- Diacanthodes Singer, 1945
- Emmia Zmitr., Spirin & Malysheva, 2006 — Эммия
- Flavodon Ryvarden, 1973
- Gloeoporus Mont., 1842 — Глеопорус
- Gyrophanopsis Jülich, 1979
- Hyphoderma Wallr., 1833 — Гифодерма
- Hypochnicium J.Erikss., 1958 — Гипохнициум
- Merulius Fr., 1821 — Мерулиус
- Metuloidea G.Cunn., 1965
- Mycoacia Donk, 1931, nom. nov. — Микоация
- Mycoaciella J.Erikss. & Ryvarden, 1978
- Phlebia Fr., 1821 — Флебия
- Pirex Hjortstam & Ryvarden, 1985
- Podoscypha Pat., 1900
- Radulodon Ryvarden, 1972
- Sarcodontia Schulzer, 1866
- Scopuloides (Massee) Höhn. & Litsch., 1908
- Stereopsis D.A.Reid, 1965